# Tall as-Sarat
Tall as-Sarat – wieś w Syrii, w muhafazie Al-Hasaka. W 2004 roku liczyła 424 mieszkańców.